# Płucna postać histiocytozy z komórek Langerhansa
Płucna postać histiocytozy z komórek Langerhansa, płucna histiocytoza z komórek Langerhansa, dawniej: ziarniniak kwasochłonny, ziarniniak eozynofilowy, płucna histiocytoza X – histiocytoza z komórek Langerhansa występująca głównie w płucach, gdzie zachodzi niekontrolowany rozrost komórek dendrytycznych (Langerhansa). Komórki te prezentują antygeny limfocytom.

## Patogeneza
Patogeneza nie jest dokładnie poznana. Czynnik drażniący (na przykład dym tytoniowy) powoduje wydzielanie cytokin, które przyciągają komórki Langerhansa. Pobudzają one limfocyty, co doprowadza do powstania guzków. W skład guzków wchodzą:
- komórki Langerhansa
- limfocyty
- plazmocyty
- fibroblasty
- makrofagi
- eozynofile (granulocyty kwasochłonne)

Guzki występują wokół oskrzelików dystalnych i naciekają ich ściany.

## Objawy
- kaszel
- duszność wysiłkowa
- wzrost temperatury ciała
- spadek masy ciała
- poty
- ból w klatce piersiowej

## Diagnostyka
Badania głównie obrazowe – RTG, tomografia komputerowa wysokiej rozdzielczości – wykazują charakterystyczny obraz choroby, nie mogą być jednak podstawą jej rozpoznania. Ostateczna diagnoza wymaga potwierdzenia cytologicznego (płukania oskrzelowo-płucnego) lub histologicznego (badania materiału uzyskanego drogą biopsji przezoskrzelowej).

## Leczenie
Chory powinien zaprzestać palenia tytoniu (zaobserwowano, że zmiany płucne wówczas się cofają) i być regularnie kontrolowany; jedynie w przypadkach postępującego pogorszenia czynności płuc wymaga leczenia. W terapii stosuje się głównie kortykosteroidy, a w przypadku ich nieskuteczności metotreksat, winblastynę, cyklofosfamid i etopozyd.